# فرانتس یوزف گال
فرانتس یوزف گال (آلمانی: Franz Joseph Gall؛ زاده ۹ مارس ۱۷۵۸، درگذشته ۲۲ اوت ۱۸۲۸) عصب-آناتومی-دان و فیزیولوگ آلمانی بود که گاهی به عنوانِ بنیان‌گذارِ جمجمه‌خوانی نیز از وی یاد می‌شود.

## پیشینه
فرانتس یوزف گال، یک پزشک آلمانی بود که نامش با موضوع بحث‌برانگیز جمجمه‌شناسی گره خورده‌است. با این حال وی در دوران خود به عنوان یک استاد برجسته، در تشریح مغز نیز شناخته می‌شد.
گال، پزشکی را در وین تحصیل کرد. او در مقام یک پزشک، ادعا می‌کرد که شکل جمجمه افراد نقش مهمی در ویژگی‌های روانی آنها دارد. 

فرانتس یوزف گال، نظرات خود را بعد از گسترش و تنظیم، کرانیوسکوپی نامید، اما بعد نام شیوه و نظریات خود را به فرنولوژی (جمجمه‌شناسی) تغییر داد. 

بعد از اتمام تحصیلات، گال در یک آسایشگاه امراض روانی، مشغول کار شد. در ضمن وی در کنار کار در آسایشگاه، دارای فعالیت و درآمد خصوصی در امور درمانی و آموزشی نیز بود و بزودی به عنوان یک سخنران معروف شد. معروفیت وی برایش دشمنان زیادی به همراه داشت و عقاید وی مورد انتقاد شدید قرار گرفت. دستگاه سلطنتی در وین، عقاید گال را ضد مذهب و شئون اجتماعی دانست و محکوم کرد. این امر باعث شد که فرانتس یوزف گال، در سال ۱۸۰۹ میلادی وین را به قصد اقامت در فرانسه ترک کند. بعد از اقامت در پاریس، گال، بزودی جذب جامعه پزشکی و محافل اجتماعی فرانسه شد و به شهرت بیشتری دست یافت.